# バンビバケット
バンビバケット（英: Bambi Bucket）は、SEI Industries Ltd.社が生産するヘリコプター用消火バケツ。
主に林野火災・都市火災を対象とした空中消火活動に使用される。陸上自衛隊及び航空自衛隊での呼称は野火消火器材I型。